# Alton (Kalifornia)
Alton (dawniej Hansen) jest obszarem niemunicypalnym w hrabstwie Humboldt w Kalifornii. Znajduje się 3,5 mi (5,63 km) południowy wschód od Fortuny. Alton leży wzdłuż US Route 101 i California State Route 36.